# Guillermo Gallardo
Guillermo Gallardo (* 2. November 1970 in Zárate, Argentinien) ist ein argentinischer Volleyball-Trainer.
Guillermo Gallardo war zunächst Trainer in seiner Heimat Argentinien und im spanischen Benidorm. 2001 kam er als Jugendtrainer nach Deutschland zu den Roten Raben Vilsbiburg. Nach Zwischenstationen bei Zeiler Köniz in der Schweiz, als Jugendnationaltrainer Schwedens und beim Köpenicker SC landete Guillermo Gallardo 2007 wieder bei den Roten Raben, mit denen er als Cheftrainer der Frauen-Bundesligamannschaft mit zwei Deutschen Meisterschaften 2008 und 2010 sowie dem Gewinn des DVV-Pokals 2009 seine größten Erfolge feierte. 2013 wechselte Gallardo zurück zu Volley Köniz in die Schweiz und wurde hier 2014 Vizemeister. 2015/16 trainierte er den deutschen Bundesliga-Aufsteiger NawaRo Straubing. Anschließend war Gallardo Trainer beim RIG Falköping und Nationaltrainer Schwedens. Von 2018 bis 2021 war er Cheftrainer beim spanischen Verein CV Alcobendas und gewann hier 2021 den spanischen Pokal. Anschließend kehrte er zurück in die deutsche Bundesliga zu den Ladies in Black Aachen. 2022 kehrte Gallardo als Sportdirektor zurück zu den Roten Raben Vilsbiburg.

## Privates
2012 heiratete Gallardo die Vilsbiburger Spielerin Nadja Jenzewski, mit der er drei Kinder hat.